# Marlies Torfs
Marlies Torfs is een Belgisch aerobics-atlete.

## Levensloop
Torfs, afkomstig uit Sint-Katelijne-Waver, liep school aan het Berthoutinstituut Klein Seminarie te Mechelen en studeerde vervolgens lichamelijke opvoeding aan de Universiteit Gent.
In 2015 werd ze samen met Aaike Foubert en Lissa Van Brande wereldkampioene 'team' te Martinique, eerder werden ze als team tweemaal achtereenvolgens Belgisch en Europees kampioen en in 2014 vicewereldkampioen in deze discipline.